# Revista Mocador
Mocador fou una revista barcelonina centrada en la temàtica pacifista que va servir com a butlletí pel MOC (Moviment d'Objectors de Consciència). El primer número portava el subtítol allà on ens apleguem tots els mocs, però després es consolidà informatiu per a la desmilitarització i la no-violència. La revista es va distribuir trimestralment entre el 1987 i el 1996.

## Naixament
Mocador volia reivindicar l’antimilitarisme i ser el mitjà difusor de l’actualitat del MOC. Segons Jordi Muñoz, membre del moviment antimilitarista català, el Moviment d’Objectors de Consciència és un moviment antimilitarista i pacifista que qüestionava el sistema militar i l'existència dels exèrcits. Aquest grup va ser creat l’any 1977 i va ser l'eix vertebrador del moviment antimilitarista que es va desenvolupar a les dècades dels vuitanta i noranta.

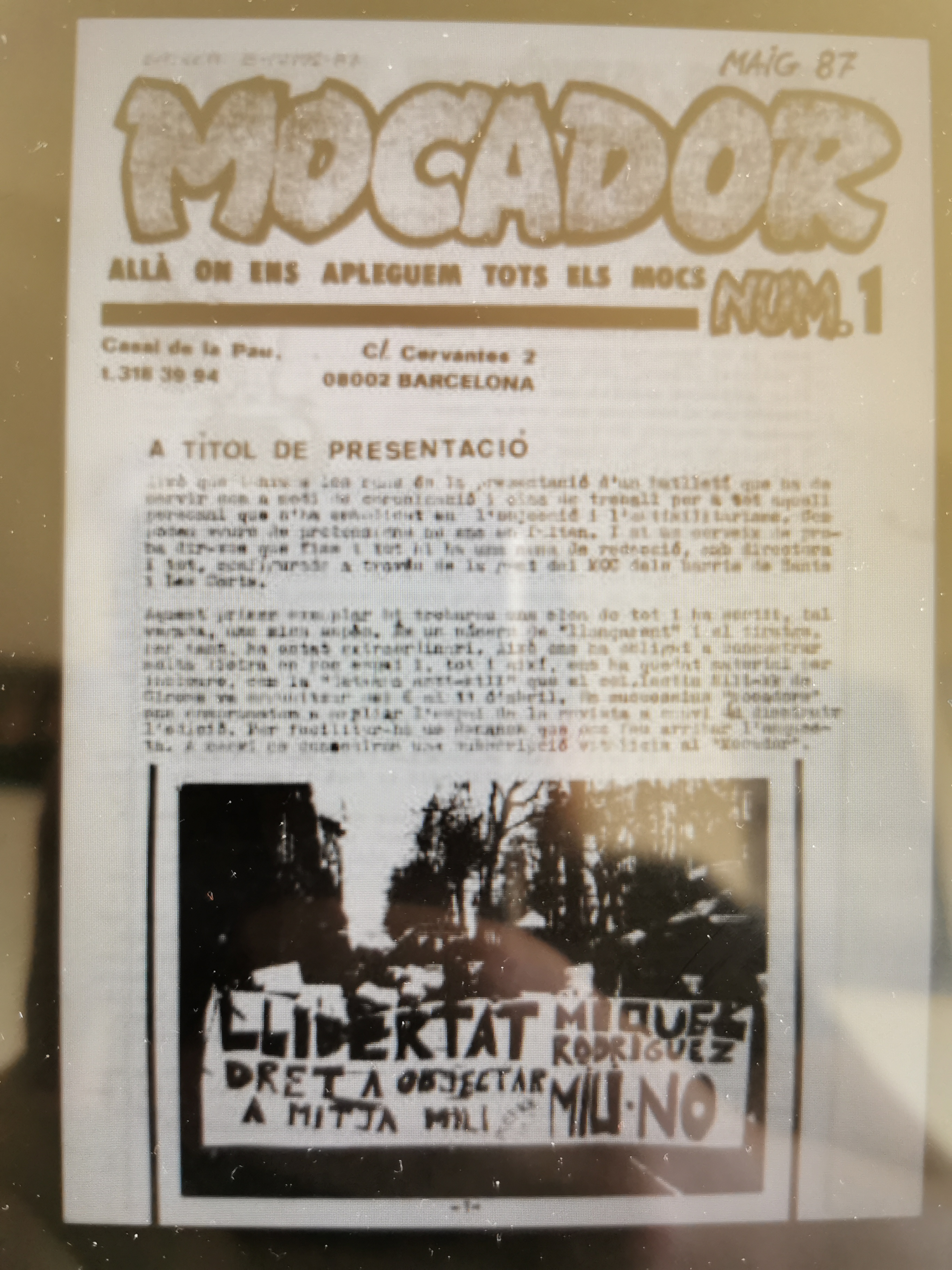
Portada del primer número de Mocador, maig 1987

“Això que teniu a les mans és la presentació d'un butlletí que ha de servir com a medi de comunicació i eina de treball per a tot aquell personal que s'ha embolicat en l'objecció i l'antimilitarisme.”
El butlletí es va publicar trimestralment entre el 1987 i el 1996, amb algunes excepcions, com la de l’any 1989 on només es varen publicar dos números. El preu varia segons l'edició,  les primeres varen valer 60 pessetes però d'altres 100, 150, 200 i fins a 300 pessetes.

## Història
El contingut de Mocador va molt lligar a l'estat de l’antimilitarisme a Espanya. Històricament el servei militar històricament sempre havia estat obligatori i no s’havia qüestionat pas, però en el context en què apareix la revista comença a estar-ho. El MOC neix el gener de 1977, menys de dos anys després de la mort del dictador Francisco Franco, i tenen com a primer pas per arribar al seu objectiu eliminar l’SMO (Servei Militar Obligatori).
Durant el règim franquista la insubmissió era reprimida amb 6 o 7 mesos de presó i l'entrada immediata al servei. El 1978 es reconeix el dret a l'objecció en la constitució, però el 1984 s'introdueix la Prestació Social Substitutòria, per si es decideix evitar el servei obligatori. Davant l'aplicació d'aquesta mesura, el MOC va comunicar que farien boicot a la nova llei i a totes les institucions que hi donen suport, la Creu Vermella va ser una d'aquestes. El 1996 es va anar suspenent escalonadament el PSS, però seguia havent-hi pena pels insubmisos. Aquell mateix any es va canviar el codi penal. Finalment, el 2001, durant el govern del Partit Popular, es va suspendre finalment l'obligatorietat del SMO. A l'últim número del Mocador s'establia la suspensió d'aquesta mesura militarista com el primer pas per aconseguir el seu objectiu i no pas el final de la seva lluita.
El gener de 1999, es treu un número especial de la revista per commemorar els 10 anys de l’inici del moviment d’insubmissió a Espanya, organitzat directament pel MOC.

Com ja s'ha mencionat anteriorment, la temàtica va molt lligada a l’actualitat antimilitarista espanyola i sobretot catalana. Aquesta informació és molt amplia, va des dels aspectes més locals, fins a reportatges de les situacions insubmises a altres països i fins i tot continents. També hi ha vinyetes còmiques, llistes d’empresonats per insubmissió, convocatòries diverses o passatemps, entre d'altres. És així com els sumaris són molt diversos i no hi ha seccions preestablertes. Així i tot, Kleenex és una secció que es va mantenir molt temps, el seu subtítol era “desinformatiu per la lluita antimilitarista”. 
“Per què el Kleenex? Perquè el MOCADOR, com s'usa diverses vegades entre rentada i rentada, és una font constant de contagi. Amb un kleenex, en canvi, els microbis van de cap a les escombraries. Aquest és el principi del kleenex: tols els seus articles són d'un sol ús, i qualsevol similitud amb personatges de la "moguda" de la insubmissió no només és pura coincidència sinó que a més a més és casualitat."

A més, les editorials i la mirada internacional són molt freqüents en les publicacions trimestrals.

## Edició especial
En honor del 10è aniversari de l’inici del moviment d’insubmissió promogut pel MOC, Mocador va tornar al carrer, ho va fer quan ja duia més o menys tres anys sense distribuir-se, el gener de 1999.

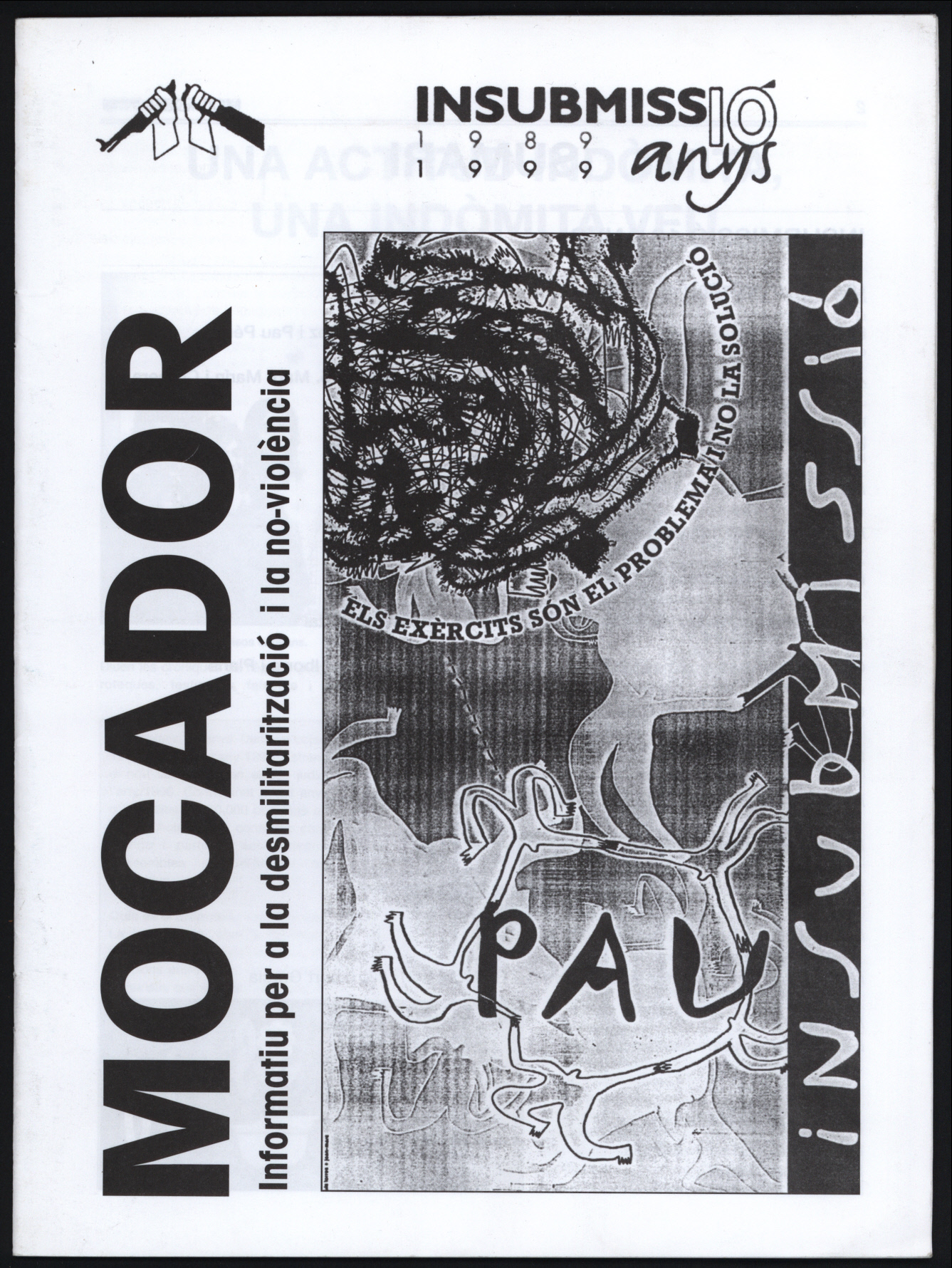
Portada número extraordinari, gener de 1999

Els redactors de la revista caracteritzen el 1999 com un moment per reflexionar i reprendre la marxa amb energies renovades: la lluita antimilitarista té davant seu reptes molt grans. El sumari d’aquest número va ser:
- Una actitud indòmita, una indòmita veu
- El futur de la insubmissió i La insubmissió deixa llavors
- Alguns mites de la història contemporània en relació amb l'excèrcit
- 10 anys del Mocador o com fer de la necessitat virtut
- Breu història del MOC
- La mili és una KK
- La insubmissió llibertària
- Virus antimilitarista dins les casernes
- Osona no vol marcar el pas
- Cristians i insubmisos
- L'experiència d’un pare
- Insubmissió ciutadana
- El nou exèrcit professional
- El moviment d’insubmissió i els partits polítics
- L’OTAN de la postguerra freda
- Manuel Blázquez. Desertor de la Guerra del Golf (de 1991)
- Kleenex. Especial deu anys de submissions

## Final

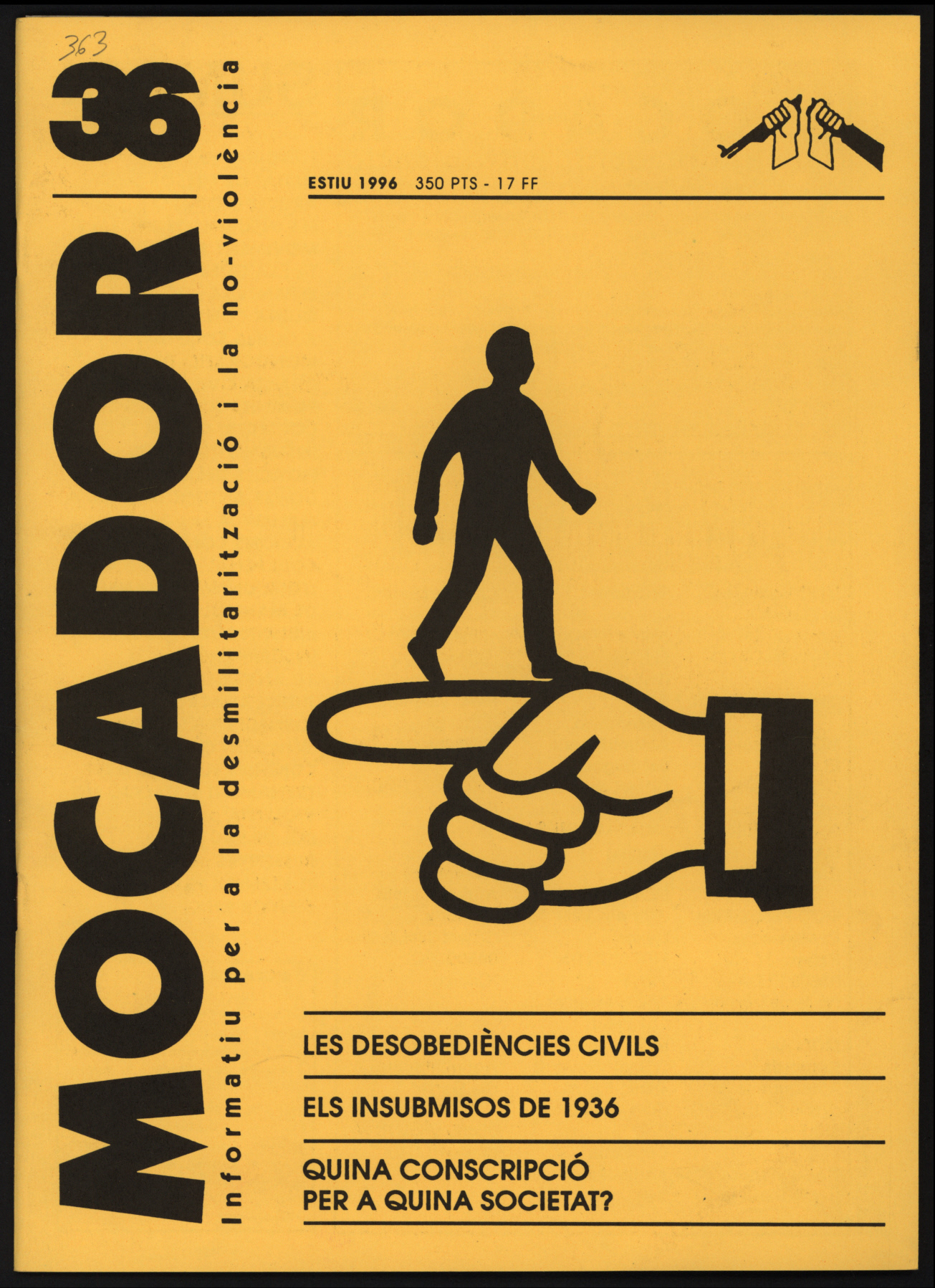
Portada de l'última publicació, juny 1996

L'última edició del bolletí, en excepció del número especial de 1999, va sortir el juny de 1996. Es pot quasi afirmar que llegint un fragment de l'editorial es tenien pensades més entregues de la revista: "El MOCADOR us oferirà en el proper número un monogràfic sobre els nous models de defensa", però no va ser així. No es sap el motiu de la supressió del bolletí, però sí que l'any 1995 el Casal de la Pau va tancar definitivament. Aquest va ser un local barceloní molt relacionat amb revistes de caràcter antimilitarista com la Puça i el General. El local va tancar davant la propera derogació del Servei Militar Obligatori, tot i que la línia editorial del Mocador havia establert aquesta fita com l'inici d'un projecte antimilitarista a llarg termini. A més, cercaven a personal per poder col·laborar al bolletí.
“El MOCADOR necessita gent. Si tens temps i ganes de donar-nos un cop de mà segurament trobaràs alguna activitat que t'interessarà. Des de picar textos a fer il·lustracions, escriure articles d'opinió o en profunditat, la distribució, seguiment d'intercanvi de revistes, contactar amb col·laboradors/res, etc.. Des de qualsevol racó del món amb un mínim de temps ens pots donar un cop de mà. Si t'animes, posa't en contacte amb l'equip de redacció.”

## Col·laboradors[calcitació]
- Mertixell Freixenet (primera directora)
- Albert García
- Dolors Sabater
- Núria Arnau
- Montse Aumatell
- Susanna Barquín
- Marc Barrobés
- Jordi Clotet
- Núria Clotet
- Pere Comellas
- Edu Díaz
- Amaia Laforga
- Francesc Noé
- Bea Samperiz
- Yon Sánchez
- Patrie de San Pedro
- Aitzol Alzibar
- Soto Iruz
- Josep Maria Tegido
- Lydia Adell
- Francesc Arnau
- Joan Carles Berrocal
- Paco Cascón
- Miquel Colomer
- Teresa Dalmau
- Vicenç Fisas
- Jordi Foix
- Pep Manel Fontdevila
- Francesc Noó
- Arcadi Oliveres
- Pere Ortega
- Jefte Palofuentes
- Sergi Rodríguez
- Pàtric de San Pedro
- Josep Maria Sardà
- Gabriela Serra
- Fermin Alberdi
- Konlzienzi Eragozpen Mugimendua
- Dani López
- Pepe Beúnza
- Isidre Llorente
- Mireia Mata
- Xavier Torruella
- Carles Costa.
- Luis Rodríguez Abascal,
- Carlos Taibo.
- Josep Gilabert,
- Santi Sais.
- Santi Alminyana
- Noemi Canelles
- Conxa Galdón
- Sal lus Herrero
- Amand Ortiz
- Eugènia Roda
- Jordi Asensi